# Кров, Йозеф Теодор
Йозеф Теодор Кров (нем. Josef Theodor Krov, чеш. Josef Tomáš Krob; 19 декабря 1797, Нове-Страшеци, Чехия — 1 марта 1859, Драгиньян, Франция) — чешский певец и композитор.
Учился в гимназии пиаристов, затем изучал в Праге философию и право, одновременно занимался музыкой под руководством Вацлава Яна Томашека. В 1823—1824 гг. участвовал в ранних оперных постановках опер на чешском языке, затем выступал как певец на оперных сценах Будапешта, Мюнхена, Штутгарта, Майнца. В дальнейшем работал как вокальный педагог в Амстердаме и Лондоне.
Композиторское наследие Крова состоит преимущественно из вокальных сочинений, среди которых известность получила песня «Těšme se blahou nadějć», написанная в начале 1820-х гг. на слова Вацлава Ганки. Распространившись, песня некоторое время считалась народной и в качестве таковой была переработана в фортепианную пьесу «Гуситская песня» (нем. Hussitenlied) Ференцем Листом (1842).